# سالت لیک (کنتاکی)
سالت لیک (به انگلیسی: Salt Lick) شهری در ایالت کنتاکی کشور ایالات متحده آمریکا است که جمعیت آن در سرشماری سال ۲۰۱۰ میلادی، ۳۰۳ نفر بوده‌است.